# Obrada vode
Obrada vode obuhvaća niz postupaka kako bi se voda mogla primijeniti za konačnu upotrebu, a to može biti pitka voda, napojna voda za termoelektrane, rashladna ili protupožarna voda za industrijska postrojenja, voda za medicinsku i ostalu upotrebu, voda za domaćinstva, komunalna otpadna voda, industrijska otpadna voda ili posebna otpadna voda. Cilj obrade vode je uklanjanje onečišćivača iz vode, ili smanjivanje koncentracije onečišćivača kako bi bila primjenjiva za upotrebu. Konačno tako obrađena voda se mora vratiti u prirodni okoliš bez negativnih ekoloških utjecaja.
Obrada ili pročišćavanje vode se može podijeliti na 3 glavne skupine, i to: mehaničko pročišćavanje (taloženje, filtracija, povratna osmoza), kemijsko pročišćavanje (dezinfekcija, flokulacija) i biološko pročišćavanje (ozračivanje vode, taložnice za organske primjese, taložnice za pijesak, prerada i korištenje mulja).

## Pročišćavanje pitke vode
Tehnologije pročišćavanje pitke vode najčešće se oslanjaju na postupke taloženja (sedimentacije), filtracije (uključujući vapnene omekšivače i ugljenu filtraciju), dezinfekcije (kloriranje), koji ne mogu u potpunosti očistiti pitku vodu od svih onečišćenja i štetnih tvari. Pitka voda je najosnovanija prehrambena namirnica, od izuzetnog fiziološkog značaja, koja ni s čime ne može biti zamijenjena (norma: EN DIN 2000., europska smjernica za vodoopskrbu 80/778/EWG). Svjetska zdravstvena organizacija donosi u svome standardu (engl. International Standards for Drinking Water) minimalne zahtjeve u odnosu na kemijske i bakteriološke karakteristike pitke vode. Ali danas niti jedna trećina čovječanstva nema pitku vodu čija kvaliteta zadovoljava minimalne zahtjeve ovih standarda.

### Postupci pročišćavanja pitke vode
Onečišćenja i štetne tvari koje treba ukloniti iz pitke vode su:
- Suspenzije i emulzije: tvari koje uzrokuju mutnoću (mikroorganizmi, planktoni);
- Koloidalne otopine: koloidni i visokomolekularni spojevi koji utječu na kapacitet oksidacije i boju vode;
- Molekularne otopine: plinovi topivi u vodi i organske tvari koje utječu na miris i okus vode;
- Ionske otopine: soli, kiseline i baze (lužine) koje utječu na tvrdoću i alkalnost vode.

#### Postupci uklanjanja suspenzija i emulzija
Ova grupa postupaka obrade vode ne uključuje kemijske promjene tvari. Postupci uklanjanja suspenzija i emulzija obuhvaća:
- Mehanička separacija bez dodavanja reagenata: taloženje (sedimentacija), filtracija, mikrofiltracija, centrifugiranje;
- Mehanička separacija uz dodavanje reagenata: taloženje, filtriranje;
- Adhezija pomoću aluminijevoga i/ili željezovog hidrooksida: taloženje, filtriranje;
- Agregacija pomoću flokulanata uz filtraciju;
- Flotacija
- Djelovanje na patogene organizame i spore: oksidacija (klor, klorov dioksid, ozon itd.),  zračenje (ultraljubičasto, ultrazvučno), ionizacija s teškim metalima (Cu, Ag).

#### Postupci uklanjanja koloidalnih otopina
U ovu grupa postupaka obrade vode spadaju:
- Obrada s klorom Cl, klorovim dioksidom ClO2, ozonom O3 i drugim oksidantima;
- Adsorpcija s aluminijskim i/ili željeznim hidrooksidom, a nakon toga koagulacija;
- Agregacija s visoko molekularnim flokulantima kationskoga tipa;
- Djelovanje na viruse s: oksidantima, zračenjem (ultraljubičasto zračenje, ultrazvuk), ionima teških metala (bakar Cu, živa Ag);
- Ultrafiltracija;
- Obrada vode pomoću električnog polja;
- Obrada vode pomoću magnetskog polja za otklanjanje feromagnetskih onečišćenja.

#### Postupci uklanjanja molekularnih otopina
U ovu grupa postupaka obrade vode spadaju:
- Desorpcija plinova i volatilnih organskih tvari pomoću aeracije (otplinjavanja);
- Obrada s klorom Cl, klorovim dioksidom ClO2, ozonom O3, permanganatom ili nekim drugom oksidirajućim sredstvom;
- Adsorpcija s aktivnim ugljenom ili drugim sorbentim materijalom;
- Ekstrakcija pomoću organskih solvenata: butil acetat, etil acetat, benzen, itd.;
- Evaporativna purifikacija: metode pomoću cirkulirajuće pare, azeotropska destilacija;
- Membranska separacija plinova.

#### Postupci uklanjanja ionskih otopina
U ovu grupa postupaka obrade vode spadaju:
- Konverzija iona u nisko disocirajuće spojeve: neutralizacija, stvaranje kompleksnih iona;
- Konverzija iona u nisko topive spojeve: stvaranje nisko topivih soli, stvaranje teško topivih hidrooksida;
- Zadržavanje iona u ionskim izmjenjivačima: H- kationski izmjenjivač, OH- anionski izmjenjivač;
- Separacija iona pomoću različitih faznih stanja vode: destilacija, ekstrakcija, zaleđivanje;
- Primjena pokretljivosti iona u električnom polju (elektrodijaliza);
- Povratna osmoza;
- Obrada vode pomoću magnetskog i akustičnog (ultrazvučnog) polja.

## Pročišćavanje otpadnih voda
Razvoj naselja i povećanje standarda stanovništva uvjetuju zagađenje čovjekove okoline, a među najteže oblike zagađenje svakako ubrajamo i zagađenje voda. Potrošnja vode za razne potrebe postaje sve veća što uzrokuje i porast količina otpadnih voda. Ovakvim trendom porasta zagađenja voda značajno se ugrožava čovjekova životna sredina. Pitke vode su sve više zagađene otpadnim vodama. Preko 30% pitke vode u Engleskoj sadrži "korištenu" vodu; u pitkoj vodi koju koristi Pariz udio "ponovno korištene" vode je preko 50%; Ruhrska oblast (Njemačka) koristi pitku vodu s udjelom oko 40% tretirane otpadne vode. Zahtjevi na kvalitetu ispuštene vode sve su stroži, čemu mora udovoljiti tehnologija njene obrade.
Sustav za odvodnju vode jako osjetljivo reagira ako u njega dospije previše masti. Nažalost se ne može uvijek spriječiti da masti i ulja dospiju s otpadnom vodom u odvod. Masti se sastoje od čvrstih i topivih tvari. Čvrste se tvari talože na stjenkama cijevi i uzrokuju začepljenja. No to nije sve. U sistemu se masti i ulja mijenjaju zbog kemijskih i bioloških reakcija u masne kiseline neugodnih mirisa. Te kiseline su izuzetno agresivne i dovode do korozije. Poznati su slučajevi kod kojih su same masne kiseline oštetile lijevane cijevi inače otporne na koroziju. Još su gore posljedice u postrojenjima za pročišćavanje otpadnih voda. Tamo se masti i ulja talože na aktivirani mulj i sprečavaju potrebnu izmjenu kisika. Biološko pročišćavanje otpadnih voda je time onemogućeno. Pod tim stanovištima jedino je logično da masti i ulja ne smiju u preopsežnim količinama dospijevati u kanalizacijski sistem. U komunalnim propisima o odvodnji većinom se utvrđuje, da se po litri otpadne vode ne smije u kanalizacijsku mrežu dovesti više od 250 mg ulja i masti. Preduvjet za to je da se kućni sudoper ne zloupotrebljava za bacanje čistih ostataka masti iz tava i lonaca. Ako su korisnici disciplinirani i ako se toga pridržavaju, u stambenim zgradama nisu potrebne nikakve druge mjere.
Drugačije izgleda u obrtništvu i industriji, gdje se ispuštaju otpadne vode koje sadrže ulja i masti. Primjena DIN EN 12 056, DIN EN 752 i DIN 1986-100 propisana je od strane komunalnih propisa o odvodnji. Prema DIN-u 1986-100 ta su poduzeća obavezna provoditi odvodnju preko uređaja za odvajanje masti prema DIN 4040-1 i DIN V 4040-2. Na taj način odvodi iz kuhinja restorana, hotela, odmorišta (na autocesti) i kantina moraju biti opremljeni uređajima za odvajanje masti, i to neovisno o broju porcija jela, koja se tu dnevno pripremaju.

### Mehaničko pročišćavanje otpadnih voda

#### Grubo i fino mehaničko pročišćavanje otpadnih voda s egalizacijom
Sirova otpadna voda pritječe na uređaj za pročišćavanje kroz dotočni kanal s grubim mehaničkim rešetkama, gdje se odstranjuje veći kruti otpad.

#### Floatacija (metoda otplavljivanja)
Flotacija se primjenjuje ispred taložnica i biološkog procesa pročišćavanja da bi se ubačenim zrakom prethodno uklonile masti i ulja s dijelom finog lebdećeg nanosa koji se teško taloži.

#### Taložnice za pijesak
Taložnice za pijesak služe za otklanjanje pijeska i sličnih neorganskih materija iz otpadnih voda da ne bi ometale rad crpnih postrojenja i uređaja u fazi daljnjeg pročišćavanja.

#### Taložnice za organske primjese
Ove taložnice se koriste za uklanjanje organskih materija. Vrijeme zadržavanja otpadnih voda zavisi od načina taloženja, a obično je od 1,5 - 2 sata. Za vrijeme kiša ono je najmanje 30 minuta. Taloženje se može ubrzati prethodnom koagulacijom.

### Biološko pročišćavanje otpadnih voda
Predviđen biološki dio sastavljaju bazeni za nitrifikaciju i denitrifikaciju. U središnji armiranobetonski cilindar kombi bazena tlačnim se cjevovodima dovodi egalizirana i fino mehanički pročišćena otpadna voda i aktivni povratni mulj. U ovom se bazenu vrlo brzo uspostavlja anoksično stanje. Bakterije aktivnog mulja odgovorne za denitrifikaciju počinju trošiti kisik iz prisutnih nitrata u egaliziranoj sirovoj otpadnoj vodi i mulju, pri čemu se izdvaja dušik u plinovitom stanju i uz pojačano miješanje sadržaja u cilindru otplinjava se u atmosferu tj. vrši se denitrifikacija dušičnih spojeva. Sve navedeno se vrši putem aerobnih mikroorganizama (aktivnog mulja) uz umjetno unošenje potrebne količine kisika pomoću aeracijskih grana sa suvremenim membranskim aeratorima. Potrebna količina kisika se unosi upuhivanjem komprimiranog zraka proizvedenog na puhalima smještenim u kompresorskoj stanici. Finalno razdvajanje pročišćene otpadne vode i mulja vrši se u preostalom vanjskom prstenu taložnice u kojem se uspostavlja pretežno vodoravno strujanje ka preljevnim konzolnim žljebovima na vanjskom obodu taložnice.

#### Prerada i korištenje mulja
U zgušćivaču se višak aktivnog mulja gravitacijski ugušćuje. Ugušćeni mulj se s dna zgušćivača povremeno crpi direktno u centrifugu. U svrhu pospješivanja efekata dehidracije u tlačni cjevovod za dovod zgušćenog mulja u centrifugu injektira se odgovarajuća otopina flokulanta putem dozirnih crpki iz posebnog spremnika s pripremljenom otopinom flokulanta. Dehidrirani mulj se ispušta iz centrifuge na opremu za finalnu obradu mulja pomoću negašenog vapna i na taj se način dodatno stabilizira i ukrućuje te se kao takav odvozi. Izdvojena se muljna voda s centrifuge i zgušćivača vraća preko egalizacijskog bazena na ponovno biološko pročišćavanje.

## Pročišćavanje industrijskih voda

### Obrada napojne vode u termoelektranama
Prirodna voda sadrži razne tvari koje treba ukloniti prije korištenje za napajanje u termoelektranama i drugim termoenergetskim postrojenjima. Vrsta i sadržaj tih tvari (nečistoća) zavisi prvenstveno o porijeklu vode: riječna, jezerska, izvorska. U vodi mogu biti sadržane tvari u obliku: suspendiranih tvari (neotopljenih), otopljenih tvari, otopljenih plinova. Glavni pogonski problemi, koji nastaju zbog neodgovarajuće kvalitete vode, proizlaze iz sljedećega:
- taloženje (depozit) u cijevima generatora pare,
- korozija cijevi,
- odnošenje čestica vode iz bubnja generatora pare, a zajedno s parom iz bubnja iznose čestice vode i u njima otopljene, te neotopljene soli, koje se iza toga talože unutar cijevi pregrijača pare i ulaznim dijelovima (sapnicama i lopaticama) turbine.

Glavni postupci obrade (pripreme) napojne vode su filtriranje, ionska izmjena (demineralizacija) i otplinjivanje.

#### Filtriranje
Filtriranje je prva faza obrade napojne vode u cilju uklanjanja suspendiranih (neotopljenih) tvari. Voda se nakon filtriranja podvrgava ostalim postupcima obrade u skladu s pogonskim uvjetima generatora pare.

#### Ionska izmjena (demineralizacija)
Minerali otopljeni u vodi sastoje se iz električki nabijenih čestica – iona. Tako npr., kalcijev karbonat sastoji se od pozitivno nabijenoga iona (kationa) kalcija i negativno nabijenoga iona (aniona) bikarbonata. Neki prirodni i sintetički materijali imaju svojstvo uklanjanja iona minerala iz vode, te njihove zamjene s drugim ionima.

#### Otplinjavanje
Otplinjavanje vode spada u postupak toplinske obrade napojne vode, kojemu je osnovni cilj da se iz nje odstrani otopljeni kisik i tako spriječi njegovo korozivno djelovanje u sustavu proizvodnje pare. To se vrši u tzv. otplinjačima, gdje se voda zagrijava u direktnom kontaktu s parom, prilikom čega se smanjuje topivost kisika u vodi iz koje se on na taj način otplinjava.